# Kong Soo Do
Kong Soo Do (공수도) is een Koreaanse krijgskunst, ook bekend als 'Koreaans Karate'. De naam is ontstaan uit de Koreaanse uitspraak van de Chinese karakters voor  "Karate-Do" dat op zijn Nederlands "weg van de lege hand" betekent. Kong Soo Do is de voorloper van het latere Tae Kwon Do. Tijdens de Japanse bezetting mochten de Koreanen enkel Japans Karate, Judo of Kendo beoefenen. Hoewel het moderne Taekwondo oorspronkelijk zeer sterk beïnvloed is door het Okinawaanse Karate van meester Gichin Funakoshi, werd na de beëindiging van de Japanse bezetting de naam in opdracht van de regering veranderd in Tae Soo Do en later door generaal Choi Hong-hi in Tae Kwon Do. Sindsdien ontkennen vele Koreaanse meesters de Japanse invloed door te refereren aan Taekyon en Subhak technieken uit het historische Koreaanse krijgskunstboek 'Mooye Dobo Tongji'. 
Twee van de oorspronkelijk vijf grote Koreaanse Kwans (scholen) gebruikte vroeger de naam Kong Soo Do. Dit waren de "Chosun Yun Moo Kwan Kong Soo Do Bu" die later zijn naam veranderde in  "Ji Do Kwan", en de "Kwon Bop Kong Soo Do Bu", die later werd veranderd in "Chang Moo Kwan". De stichter van de Ji Do Kwan, Chun Sang Sup, leerde Okinawaans Karate van Gichin Funakoshi. De Kwon Bop Kong Soo Do Bu werd gesticht in 1947 door Byung In Yoon die Chinees Chu'an-Fa (Kempo) in Mantsjoerije had gestudeerd en Shudokan Karate onder Kanken Tōyama in Japan. Yoon verdween tijdens de Koreaanse Oorlog, maar er werd nieuwe informatie over hem ontdekt door Chang Moo Kwan student Kim Pyung-Soo in 2005, toen hij Yoon Byung-In's familie vond. Yoons nalatenschap werd overgedragen door zijn top-leerlingen Nam Suk Lee (stichter van de Chang Moo Kwan en eveneens leerling van Gichin Funakoshi), Park Chul-Hee en Hong Jong-Pyo (beiden stichters van de Kang Duk Won). Zowel in Korea als in andere delen van de wereld wordt de term Kong Soo Do nog steeds gebruikt om te refereren aan de Okinawaanse oorsprong. In de Verenigde Staten is het Song Moo Kwan (ofwel Shotokan) Kong Soo Do nog sterk vertegenwoordigd. Ook in Nederland en Schotland zijn scholen actief die de naam Kong Soo Do gebruiken. Veelal is bij het Kong Soo Do het sportelement minder belangrijk. Traditiegetrouw ligt de nadruk op effectieve zelfverdediging en de authentieke budoleer van Shuri.

## Kong Soo Do ('Koreaans Karate') in Nederland
- Chang Moo Kwan werd begin jaren 70 door o.a. Grootmeester Louis Pardoel (9e dan) in Nederland geïntroduceerd.
- Ji Do Kwan - Kong Soo Do werd in Nederland geïntroduceerd door instructeurs van het Aruba Korean Karate Institute, waaronder L. Johnson die van 1974-1986 in Enschede les gaf.